# Ineke Smits
Ineke Smits (Rotterdam, 1960) is een Nederlandse filmregisseur en scenarioschrijfster uit Rotterdam.

## Carrière
In 1996 regisseerde Smits de televisiefilm Hoerenpreek voor de VPRO-televisiereeks Lolamoviola.
Haar film Magonia (2001) won prijzen in Colombia, Turkije en Portugal. In 2010 maakte zij De Vliegenierster van Kazbek. Haar film Putin's mama (2003) werd uitgebracht in verschillende landen. Haar documentaire Black Gold under Notecka Forest, beleefde een succesvolle wereldpremière tijdens het International Documentary Film Festival Amsterdam (IDFA) in november 2005. Stand By Your President een documentaire over Sandra Roelofs, sinds 2005 first lady van Georgië, die is geselecteerd voor de IDFA Competition for Dutch Documentary.

## Filmografie
- 1990: Monas plen
- 1992: Rose, Violet & Lily
- 1996: Hoerenpreek
- 1996: De wolkenfabriek
- 2001: Magonia
- 2003: Putin's mama
- 2005: Black Gold under Notecka Forest
- 2008: Transit Dubai
- 2010: De vliegenierster van Kazbek
- 2014: Stand by Your President
- 2019: De kleine man, tijd en de troubadour